# 神通 (1993年電影)
《神通》（英語：Ninja In Ancient China）是1993上映的一部电影，又名《三国之忍者源流》。由张彻执导以及编剧，陳而剛等人出演的一部电影，该电影讲述于吉和其徒弟和孙策所发生的故事。

## 劇情簡介
东汉末年，因为孙策不满于吉受到那么多人的欢迎以及一些其他的原因，于是他找理由杀死了他。
随后，于吉的五个徒弟决定为于吉报仇，于是其中两个决定成为卧底，其他三个决定找机会刺杀孙策。
然而，卧底的那两个人却和孙策以及大乔夫妇有了感情，但是最后，于吉的五个徒弟还是将孙策击杀，并且于吉的五个徒弟最后只剩下了一个人……

## 演员
- 董志華
- 杜玉明
- 穆立新
- 林映均
- 陈蝶衣
- 陈而刚
- 程亚霖
- 郭军
- 蔡弘
- 王昌炽
- 吴茜薇
- 王响伟
- 杨雄
- 鹿峰
- 吴颖
- 朱嘉龙
- 马景
- 那达克
- 毋天云
- 温文鹰

## 相關連結
- 豆瓣电影上《神通》的資料 （简体中文）
- 互联网电影数据库（IMDb）上《神通》的资料（英文）
- 香港影庫上《神通》的資料（繁體中文）